# Expédition de Médéa (1836)
Pour les articles homonymes, voir Expédition de Médéa.
Conquête de l'Algérie par la France
L’expédition de Médéa de 1836, durant la conquête de l'Algérie par la France oppose, en mars et avril 1836, les troupes françaises commandées par le colonel Schauenburg aux troupes kouloughlies de l'Empire ottoman.

## Préambule
Au début du printemps de 1836, une expédition militaire a été diligentée pour la prise du Titteri.

### L'expédition
Le colonel Schauenburg attaque dès le 29 mars 1836 les villes et villages en parcourant la Mitidja pour atteindre la ville de Médéa.
Cette attaque est la troisième après l'expédition de Médéa en 1830 et l'expédition de Médéa en 1831.
Cette expédition vers la capitale de l'ancien Beylik du Titteri, ordonnée par le gouverneur général Clauzel, se déroule sur un mois allant de mars à avril 1836.
Un combat sanglant avec les résistants de la Mitidja a lieu le 31 mars 1836 près de Thénia de Mouzaïa en montant vers le Titteri.
Le colonel Schauenburg traverse ainsi Thénia de Mouzaïa au cours de la journée du 2 avril 1836 pour atteindre deux jours plus tard, le 4 avril 1836, la ville de Médéa.
Auparavant, le Général Clauzel, revenu à Alger pour un second séjour, alors que le Titteri est dirigé par un fidèle de l'Émir Abdelkader, remonte à Médéa pour cette troisième expédition pour l'en déloger.
Il part de Boufarik le 30 mars 1836 en compagnie du "colonel Schauenburg", arrive à Médéa sans trop de mal, et en repart le 4 avril en laissant le nouveau bey Mohamed ben Hussein et quelques soldats.
Mais, ayant trouvé à Alger, une instruction de Paris lui interdisant d'occuper tout nouveau centre dans l'intérieur de l'Algérie, il rappelle la garnison française le 7 avril 1836.
Une fois les français tous repartis le 9 avril 1836, Mohammed ben Hussein se laisse voler les 600 fusils, les 50 000 cartouches et les 6 000 francs reçus de la France pour asseoir son pouvoir.
Mohammed ben Hussein est conduit à Mascara, auprès de l'Émir Abdelkader, et libéré plus tard.